# Chicote

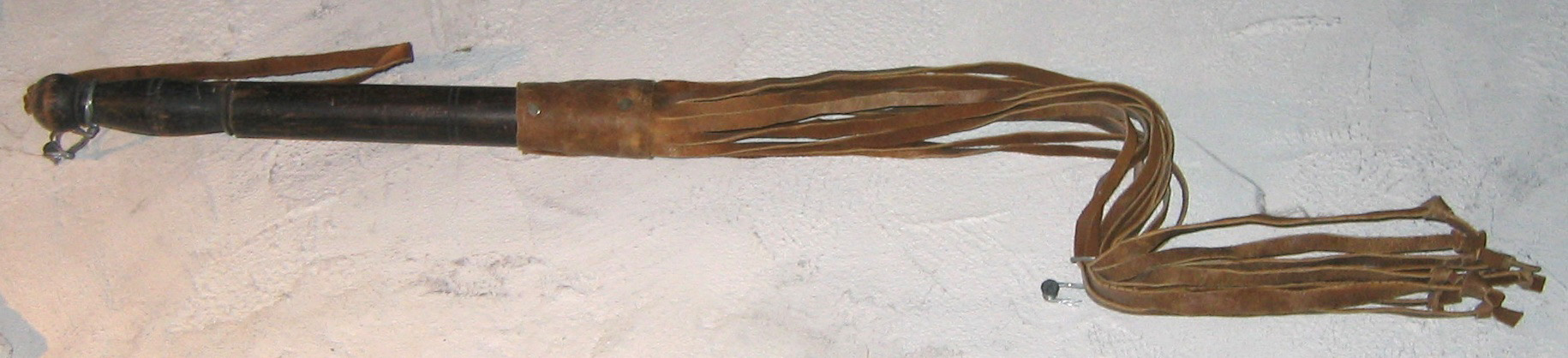
Chicote usado para flagelação.

Chicote é uma corda entrançada ou tira de couro terminada em ponta e presa a um cabo, utilizado tradicionalmente para fustigar animais (cavalos), mas também aplicado como instrumento de castigo corporal em seres humanos em certos países, especialmente em contextos judiciais ou religiosos. Em alguns países islâmicos como o Irã, Arábia Saudita e a província de Aceh, na Indonésia, a flagelação com chicote é aplicada como punição por violação de normas instituídas, como adultério, consumo de bebidas alcoólicas e outros comportamentos considerados ilícitos segundo a sharia.
O estalido produzido por uma chicotada é resultado do rompimento da barreira do som, causando um pequeno estrondo sônico, sendo assim um exemplo de objeto ultrassônico produzido pelo homem.

## Usos
O chicote foi historicamente utilizado como método de punição em diversos contextos, desde a disciplina escolar até sentenças judiciais. Na Inglaterra moderna, o açoite público era uma forma comum de punição para crimes menores, aplicado principalmente a homens de classes sociais mais baixas, enquanto mulheres e nobres raramente sofriam esse castigo. No Brasil do século XIX, a pena de açoites era uma prática legalizada, especialmente contra escravizados, e sua abolição foi um processo gradual, influenciado por debates sobre justiça e direitos humanos.
Na Grã-Bretanha, o castigo corporal judicial persistiu até o século XX, sendo aplicado em prisões e instituições correcionais, principalmente como forma de disciplina interna. Em diferentes culturas, o chicoteamento foi justificado como uma punição rápida e eficaz, embora críticos argumentem que ele promovia a violência institucionalizada. A prática declinou globalmente ao longo do século XX, com a adoção de leis que proíbem castigos corporais em favor de métodos penais mais humanizados.

## Tipos
Diversos tipos de chicotes foram utilizados ao longo da história, com destaque para o "cat-o'-nine-tails" e o "knout" russo.
O "cat-o'-nine-tails" é um chicote composto por nove cordas de cânhamo trançado e alcatroado, cada uma medindo aproximadamente 45 centímetros de comprimento, com as extremidades amarradas. O cabo é feito de corda rígida, torcida, trançada e alcatroada, com um laço para o pulso no topo. Este instrumento foi empregado na Marinha dos Estados Unidos até meados do século XIX para punições corporais severas. O infrator era amarrado ao corrimão do navio e açoitado com o "cat-o'-nine-tails", uma prática geralmente reservada para as ofensas mais graves.
O "knout" russo consistia em várias tiras de couro cru seco e endurecido, entrelaçadas com fios de arame, frequentemente com ganchos afiados nas pontas, projetados para rasgar a carne durante a flagelação.
Além desses, existiram também chicotes exóticos em épocas anteriores, como os azorragues, que possuíam lâminas metálicas cortantes incorporadas à estrutura; esse tipo de chicote foi utilizado na flagelação de condenados, incluindo Jesus Cristo.

## Sinônimos
Açoite, azorrague, habena, látego, pingalim, pinguelim, relho, ripeiro, vergalho.

## Etimologia
A palavra "chicote" tem sua origem no francês chicot, que significa "ponta de galho ou de corda". Na língua portuguesa, o termo foi adotado para designar um instrumento composto por uma tira ou trança de couro presa a um cabo, utilizado para fustigar ou castigar.
Além disso, "chicote" também possui outros significados, como a extremidade de um cabo de amarração na náutica.